# 吉隆垫柳
吉隆垫柳（学名：Salix gyirongensis）为杨柳科柳属的植物，为中国的特有植物。分布于中国大陆的西藏等地，生长于海拔4,400米的地区，多生长在高山灌丛中，目前尚未由人工引种栽培。